# Admirável Chip Novo (canção)
"Admirável Chip Novo" é o segundo single do álbum de estúdio Admirável Chip Novo (2003), da cantora brasileira de rock Pitty.
A canção foi incluída na trilha sonora da telenovela As Aventuras de Poliana. Em 2022, também fora inclusa na trilha sonora da série, De Volta aos 15, em versão remix.

## Música
A música expressa tal situação em primeira pessoa, soando como uma canção de protesto. Mostra que numa existência onde luta-se para adquirir algum sentido, o que entra em pane justamente o que é imposto por "eles". Também mostra que o jovem tem o sentimento de estar fora de si e de ser comandado por forças externas, conforme seu desejo ou controle. Esse sistema programa corações e mentes,  cujo funcionamento "não é vivo e nem orgânico". A canção é provavelmente uma referência ao livro Admirável Mundo Novo, de Aldous Huxley.

## Videoclipe
O videoclipe da canção mostra Pitty e sua banda, no começo, atuando como robôs. Quando começa o refrão, eles já se movimentam normalmente. Essa música ficou no Top 10 de várias rádios brasileiras.

## Prêmios e indicações
| Ano  | Prêmio                 | Categoria            | Resultado |
| ---- | ---------------------- | -------------------- | --------- |
| 2004 | MTV Video Music Brasil | Escolha da Audiência | Venceu    |